# Рибний (Рузаєвський район)
Ри́бний (рос. Рыбный, ерз. Рыбный) — селище у складі Рузаєвського району Мордовії, Росія. Входить до складу Сузгар'євського сільського поселення.

## Населення
Населення — 24 особи (2010; 26 у 2002).
Національний склад (станом на 2002 рік):
- росіяни — 88 %